# Amblyomma brasiliense
Amblyomma brasiliense är en fästingart som beskrevs av Henrique de Beaurepaire Aragão 1908. Amblyomma brasiliense ingår i släktet Amblyomma och familjen hårda fästingar. Inga underarter finns listade i Catalogue of Life.